# Кріва-де-Жос
Кріва-де-Жос (рум. Criva de Jos) — село у повіті Олт в Румунії. Адміністративно підпорядковане місту П'ятра-Олт.
Село розташоване на відстані 141 км на захід від Бухареста, 7 км на південний захід від Слатіни, 40 км на схід від Крайови.

## Населення
За даними перепису населення 2002 року у селі проживали 580 осіб, усі — румуни. Усі жителі села рідною мовою назвали румунську.